# 寮

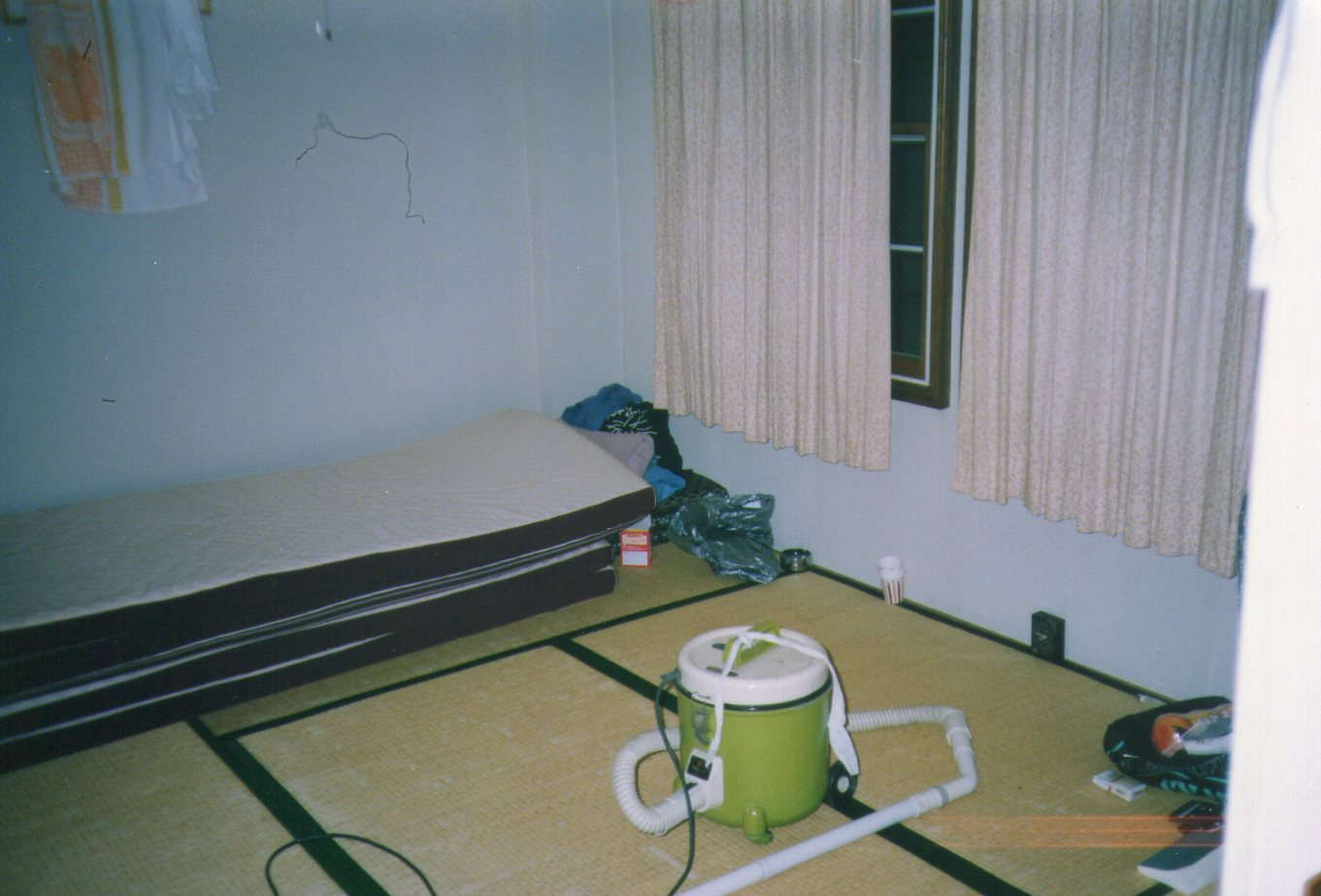
新潟県のスキー場に設置されているバイト寮（1991年1月）

寮（りょう）は、学校が学生のため、学習塾や予備校が在籍者、会社が社員向けなどに設置する、多人数の住居である。
学生寮、予備校専用寮、社員寮、職員寮、僧寮などのほか、社会福祉政策としての母子寮などもあり、そのほかに救護施設も寮という呼称のものが多い。

## 日本における寮
法律上は寄宿舎に分類される。
共同生活を営むものが多く、概ねトイレ・浴場は共同、また食事は食堂で賄い人がついて提供されることが多い。そうでない場合は、各部屋ごとにバス・トイレ・キッチンがあり、自炊が可能である。
寮費は、市中の不動産仲介業者を通して借りた部屋よりも、格安に設定されている（派遣での事例を除く）。

### 学生寮
中学校、高等学校、専修学校、高等専門学校、大学などの学生、生徒、児童の住む寮である。寄宿舎と呼ばれることもあり、特に特別支援学校などで用いられている（こちらを参照）。本来は、学校が自宅から遠かったり、交通が不便だったりして通学が困難な学生、生徒、児童のために作られたものである。
学生向けの物件であるため、家賃は一般的なアパートより安めに設定されている所が多い。部屋以外の設備（風呂やトイレなど）は共同使用の場合が多く、基本的に相部屋である（特に下級生）。
学校や寮、地域によっては外出や門限を厳しく制限されたり、寮での日課（特に食事や入浴、就寝時間）が規則で決められたりしている寮が多い。私生活を束縛される理由から、深夜・早朝のアルバイトが不可能またはそれに近い状態であったりする。近年は減少傾向にあるが、朝夕の食事が提供される所もある。

### 社員寮
企業によっては、福利厚生の一環として、従業員に寮を提供している場合がある。
未婚で一定年齢以下の従業員を対象に、「独身寮」と呼ばれる建物・施設が設置される場合が多いが、これに準じて単身赴任者を対象とした「単身赴任寮」が設置されている場合もあり、休日に家族を呼び寄せ可能な構造となっている場合もある。また、独身寮に単身赴任者を居住させる場合もある。この場合、年齢制限は単身赴任者には適用されないのが一般的である。
寮の設置方法については、当該企業がその敷地内に設置しているものと、民間の不動産会社を通じて借り入れるものがある。
前者の場合は賄い人により設備の維持管理が行われ、食事も支給されるところが少なくないが、後者の場合は賄い人がつかないため、設備の維持（主に修理）に関して企業を通じて交渉する以外、従業員が独自で対応するなど、賃貸契約・設備保守に伴う費用負担以外（光熱費・電話の契約など）は従業員自身で行う。この場合、賃貸料は企業・従業員の折半（給与から差し引く）とする場合が多い。前者の例は近年減少傾向にあり、設備の維持管理が外部委託される例が増えている。給食サービスなどは社員食堂の営業時間変更で対応されることもある。
企業が「社員寮」を設置するのは、主として人材確保や人材の定着、規律や研修などが目的であることが多い。バブル経済崩壊の金融ビッグバンの中で減損会計制度が導入され、多くの大企業は保有している不動産資産や維持コストの削減に迫られ、「社員寮」を売却処分した。

### 派遣での社員寮
製造業派遣などでよく見られる、派遣元会社が登録派遣社員に対して入居させている寮については、通常のアパートやマンションを、派遣会社名義で通常の賃貸契約でただ単に借り上げており、敷金･礼金や退出費や更新料も請求され、普通に個人が賃貸をする場合と変わりがない料金である場合が多い。
給与水準から見て明らかに不釣り合いな高額なマンションがあてがわれても拒否することはできないなど、居住先に選択の自由はなく、家賃などは寮費と称して強制的に給与から天引きされる。場合によっては相場より高額の家賃が寮費や諸経費の名目として引かれて差額は派遣会社のマージンとなっており、福利厚生という意味合いとはかけ離れている場合も多い。
突然の「雇い止め」などが生じた場合、即時あるいは1ヶ月程度以内に退居せざるを得ず（派遣元からもそのように通告される）、社会問題化している。

## アメリカにおける寮

### 学生寮
アメリカでは大学内の寮に居住する生活スタイルをとる学生が多い。特に1年生は寮生活をしている学生が多く、公立四年制大学では新入生の3分の2以上、私立大学では新入生の8割以上が寮での生活を選択している。